# Emmanuel Burton
 (novembre 2019).
Si vous disposez d'ouvrages ou d'articles de référence ou si vous connaissez des sites web de qualité traitant du thème abordé ici, merci de compléter l'article en donnant les références utiles à sa vérifiabilité et en les liant à la section « Notes et références ».
Emmanuel P.C.Gh. Burton, né à Nivelles le 14 janvier 1973, est un homme politique belge wallon, membre du MR.
Emmanuel Burton exerce le métier d'agriculteur.

## Carrière politique
- Conseiller communal à Villers-la-Ville
  - Bourgmestre depuis 2006.
- Conseiller provincial de la province de Brabant wallon
- Député fédéral depuis 2014

## Décoration
- Chevalier de l'ordre de Léopold (2024)[1]